# Sherwood Anderson
Pour les articles homonymes, voir Anderson.
Œuvres principales
- Winesburg-en-Ohio (1919)
- Pauvre Blanc [« Poor White »] (1920)

Sherwood Anderson, né le 13 septembre 1876 à Camden (Ohio) et mort le 8 mars 1941 à Panama, est un romancier américain surtout connu pour ses nouvelles, notamment le recueil Winesburg-en-Ohio, qui met en scène de petites gens, des personnages parfois frustrés de leur vie et dont l'action se situe dans l'Ohio.
Il a influencé quelques grandes figures de la fiction américaine de la génération perdue, notamment Ernest Hemingway, William Faulkner, Thomas Wolfe, John Steinbeck ou Erskine Caldwell,.

## Biographie
Sherwood Anderson emmagasine une riche expérience sociale avant de devenir écrivain. Il est né dans une famille rurale pauvre, déménageant fréquemment. Sa mère est d'origine autrichienne et son père est un conteur impénitent d'histoires imaginaires sur sa propre vie. C'est une famille de cinq frères et deux sœurs dont certains montrent un intérêt précoce pour les arts. Son frère aîné Karl James Anderson, après avoir été illustrateur, devient peintre impressionniste.
Le jeune Sherwood interrompt ses études peu après sa quatorzième année. Il combat à Cuba durant la guerre hispano-américaine. Après sa démobilisation, il est administrateur d'une usine de vernis dans une petite ville de l'Ohio. Il abandonne cette situation sans préavis pour aller travailler dans une agence de publicité. Sa vocation littéraire est la plus forte. Il quitte tout, femme, enfants et situation bien rémunérée, pour rejoindre à Chicago un groupe de journalistes et d'écrivains radicaux dont Theodore Dreiser. Le succès vient en 1919 grâce à ses nouvelles, même si plus tard sa carrière connaît des hauts et des bas.
Sherwood Anderson a une influence décisive sur la jeune génération des Faulkner et des Hemingway. Son art de nouvelliste chaleureux, amusé et incisif fait merveille dans les recueils Winesburg-en-Ohio et Le Triomphe de l'œuf.
Cependant, il est aujourd'hui un auteur largement méconnu, peu réédité et sous-estimé, notamment en France (comme Theodore Dreiser).
Pauvre Blanc est son roman le plus réputé.
Le « pauvre blanc » de cette histoire est Hugh Mc Vey, « né dans un trou perdu, une petite ville accrochée tant bien que mal sur une zone marécageuse de la rive droite du Mississippi, dans l'État du Missouri. C'était, pour venir au monde, un endroit lamentable ». Son père d'origine sudiste est valet de ferme puis ouvrier dans une tannerie. Après son licenciement, il sombre dans l'alcoolisme. Le jeune Hugh ne sort de son hébétude que grâce à la femme d'un cheminot, Sarah Shepard. Originaire de Nouvelle-Angleterre, elle se sent « invaincue et invincible », « au sein de la communauté des sans-espoir » dont est issu le jeune Hugh. Elle prend donc en mains son éducation d'une poigne énergique et généreuse. La transformation du jeune campagnard en inventeur de machines s'opère dans les années 1890 où les petites villes de la région du Midwest deviennent des mégapoles.
L'intrusion du capitalisme industriel donne la fièvre à tout le monde dans la petite ville de Bidwell (Ohio). « Le cri de guerre : réussir dans la vie ». Les gens de toutes les conditions sociales sont bousculés, brisés ou entraînés dans le mouvement. Partout dans le pays, les magnats tels que les Morgan, les Gould, les Carnegie et les Vanderbilt, « serviteurs du nouveau roi » se donnent « des airs de créateurs » note ironiquement le romancier ; alors qu'ils ne font que profiter des inventions et du travail des autres, « La pensée et la poésie moururent ou passèrent pour archaïques aux yeux d'hommes serviles et faibles qui embrassaient la nouvelle religion ». Des jeunes gens sans talent sont payés pour porter aux nues les mérites des nouveaux milliardaires « comme des marques de biscottes ou d'aliments pour le petit déjeuner que l'on veut promouvoir ». Une propagande, qui continue à sévir aux États-Unis, est lancée et martelée « dans le dessein de créer l'illusion qui veut que grandeur d'âme soit synonyme de richesse ».
Hugh est à la fois un acteur et un instrument de l'industrialisation, « pratiquement tout brevet devenait un point aimanté autour duquel se formait une société industrielle ». Comme beaucoup d'hommes et de femmes de sa génération qui n'ont pas basculé dans le cynisme recuit des hommes d'affaires, la sensibilité d'Hugh Mc Vey est déchirée. Elle ne parvient pas à s'adapter à ce mouvement économique brutal et trépidant.
Sherwood Anderson exprime avec délicatesse les mouvements psychologiques complexes de ses nombreux personnages. Avec une belle audace tranquille pour son époque, il met à mal le puritanisme en traduisant avec tact les émois sexuels des jeunes hommes et des jeunes femmes dans ce contexte tumultueux.

« C'étaient d'importants hommes d'affaires, mentors des temps modernes, appartenant à cette race d'hommes qui, à l'avenir, en Amérique et peut-être dans le monde entier, allaient participer à la composition des gouvernements, former l'opinion publique, diriger la presse, éditer les livres, patronner les arts et qui parfois, dans leur grandeur d'âme, allaient subvenir aux besoins d'un poète à moitié mort de faim et insouciant de l'avenir, vivant dans un autre univers »

— Sherwood Anderson, Pauvre Blanc [« Poor White »], 1920.
Alors qu'il se rendait en Amérique du Sud en bateau en compagnie de sa quatrième femme Eleanor, il contracte une péritonite, après avoir avalé accidentellement un cure-dent en mangeant des olives quelques jours auparavant et meurt le 8 mars 1941,. Sa dernière épouse Eleanor est morte en 1985.

## Œuvre
Romans
- (en) Windy McPherson's Son (préf. Wright Morris, Ray Lewis White), vol. 3, New York, Chicago, Londres, John Lane Company, University of Chicago Press, Urbana Chicago University of Illinois (en), Dodo Press (réimpr. 1965, 1993, 2006) (1re éd. 1916), 360 p., 21 cm (ISBN 0226019055, OCLC 635768, BNF 32903316, SUDOC 076660648, présentation en ligne, lire en ligne).
- (en) Marching Men, New York, John Lane Company, Huebsh (en), Dodo Press (réimpr. 1921, 2006) (1re éd. 1917), 314 p., 19 cm (ISBN 1404754210, OCLC 908949, SUDOC 063017040, présentation en ligne, lire en ligne).
- Pauvre Blanc [« Poor White »] (trad. Anne Mises, Richard Matas), New York, Paris, B. W. Huebsch (en) Inc., J.C. Lattès, Librairie générale française, La Découverte (réimpr. 1982, 1987, 2005, 2013) (1re éd. 1920), 402 p., 18 cm (ISBN 2-253-04099-1 et 978-2-253-16939-0, OCLC 893704057, BNF 34906360, SUDOC 168645823, présentation en ligne, (en) lire en ligne). .
- (en) Many Marriages, New York, Oxford, B.W. Huebsch, Grosset & Dunlap, Benediction Classics (réimpr. 2015) (1re éd. 1923), 264 p., 20 cm (ISBN 978-1-78139-564-6, OCLC 1135265, SUDOC 063017032, présentation en ligne, lire en ligne).
- (en + fr) Thomas Lynch (en) (Collaborateur) (trad. El Romanov, préf. Walter B. Rideout (de)), A Story Teller's Story : The tale of an American writer's journey through his own imaginative world and through the world of facts… (« Le récit du voyage d'un écrivain américain à travers son propre monde imaginaire et à travers le monde des faits… ») (Autobiographie), New York, Moscou, Garden city, Éditions d'État « Belles-Lettres », The Viking Press, Grove Press, Université du Michigan (réimpr. 1935, 1951, 1966, 2005) (1re éd. 1924), 442 p., 20 cm (ISBN 0472030833, OCLC 493304988, BNF 31719374, SUDOC 063017083, présentation en ligne, lire en ligne).
- (en) Dark Laughter (préf. Howard Mumford Jones (en), ill. Georg Theo Hartmann (1894-1976)), New York, Leipzig, Boni & Liveright, B. Tauchnitz, Bard College (réimpr. 1926, 1960, 1970, 2001) (1re éd. 1925), 319 p., 21 cm (ISBN 1636374123 et 978-0-941964-52-4, OCLC 611583, BNF 31719370, SUDOC 046070249, présentation en ligne, lire en ligne).
- A Meeting South, (1925).
- (en + fr) Tar: A Midwest Childhood (trad. Marguerite Gay, Paul Genty, Richard Matas, préf. Ray Lewis White, René Lalou), New York, Paris, Londres, Boni & Liveright, Stock, Press of case western reserve university, La Découverte (réimpr. 1931, 1969, 1987, 2005) (1re éd. 1926), 346 p., 21 cm (OCLC 276744, BNF 32903314, SUDOC 05953964X, présentation en ligne, lire en ligne).
- (en) Alice and the Lost Novel, Londres, Folcroft, Elkin Mathews and Marrot, Folcroft Library Editions, coll. « The Woburn Books, no 10 » (réimpr. 1973) (1re éd. 1929), 25 p., 25 cm (ISBN 0-8414-1743-1, présentation en ligne).
- (en) Beyond Desire, New York, Liveright, Forgotten Books (réimpr. 2017) (1re éd. 1932), 359 p., 20 cm (ISBN 0243292589, OCLC 491790597, SUDOC 055262724, présentation en ligne, lire en ligne).
- (en) Kit Brandon : a portrait, New York, Westminster (Maryland), Charles Scribner's Sons, Arbor House (en), Read Books (réimpr. 1985, 2013) (1re éd. 1936), 373 p., 20 cm (ISBN 087795707X et 1473303303, OCLC 491791052, SUDOC 055262937, présentation en ligne).
- (en) Home Town (préf. David D. Anderson, ill. Walker Evans, Dorothea Lange, photogr. Farm Security), New York, Alliance Book Corporation, Paul P. Appel, coll. « The face of America » (réimpr. 1975) (1re éd. 1940), 143 p., in-4° (ISBN 0-911858-11-3, OCLC 493158060, BNF 37432153, SUDOC 084880708, présentation en ligne).
- Lives of Animals, (1966).
- No Swank, (1970).
- Perhaps Women, (1970).
- Nearer the Grass Roots, (1976).
- The Teller's Tale, (1982).

Nouvelles
- Winesburg, Ohio: A Group of Tales of Ohio Small-Town Life, (1919) - Winesburg-en-Ohio, traduit par Marguerite Gay, Paris, Gallimard, 1927.
- Death in the woods, (1876-1941).
- Triumph of the Egg, (1921) - Le Triomphe de l'œuf, traduites par Henry Muller, Paris, Robert Laffont, 2012.
- Horses and Men, (1923).
- Hello Towns, (1929).
- Early Writings of Sherwood Anderson, (1989).
- The Selected Short Stories of Sherwood Anderson, (1995).
- Southern Odyssey: Selected Writings By Sherwood Anderson, (1998).
- Les meilleures nouvelles de Sherwood Anderson. Éditions rue Saint Ambroise (2021). 18 nouvelles retraduites, ainsi que 8 inédites, chacune accompagnée d'une notice rédigée par les différents traducteurs : Isabelle Barat, Nathalie Barrié, Pierre Bondil, Jean-Paul Deshayes et Johanne Le Ray

Théâtre
- Winesburg and Others, (1937).
- Ten Short Plays, (1972).

Essai
- Death in the Woods, (1933).
- Puzzled America, (1935).
- Return to Winesburg, Ohio, (1967).
- The Buck Fever Papers, (1971).
- Sherwood Anderson and Gertrude Stein: Correspondence and Personal Essays, (1972).

Autres
- Sherwood Anderson's Memoirs, (1924, mémoires) - Un conteur se raconte, traduit par Victor Llona, Paris, Simon Kra, 1928.
- An Exhibition of Paintings by Alfred H. Maurer, (1924, récit).
- Modern Writer, (1925, récit).
- Sherwood Anderson's Notebook, (1926, mémoires).
- Onto Being Published, (1930, non-fiction).
- Dreiser: A Biography, (1936, récit).
- San Francisco at Christmas, (1940, mémoires).
- The Memoirs of Sherwood Anderson, (1968, mémoires).
- The Writer at His Craft, (1978, récit).
- Paul Rosenfeld: Voyager in the Arts, (1978, récit).
- Selected Letters: 1916 – 1933, (1984, lettres).
- Writer's Diary: 1936 - 1941, (1987, mémoires).
- Love Letters to Eleanor Copenhaver Anderson, (1990, lettres).

## Hommage
- 1976 : Sherwood Anderson Park (en) est un parc public situé dans la ville de Clyde (Ohio)[9].